# Scherzo
O scherzo (no plural scherzi, pronunciados isquêrtso, isquêrtsi) é um gênero musical de nome dado a certas obras ou a alguns movimentos de uma composição que possui maior duração, como uma sonata ou uma sinfonia. Significa "piada" em italiano. Às vezes, coloca-se a palavra "scherzando" na anotação musical para indicar que uma determinada passagem deve ser executada de maneira chistosa ou graciosa. A definição precisa variou ao longo dos anos, mas scherzo frequentemente se refere a um movimento que substitui o minueto como o terceiro movimento em um trabalho de quatro movimentos, como uma sinfonia, sonata, ou quarteto de cordas. O termo também pode se referir a composições cômicas rápidas que podem ou não fazer parte de uma composição maior.
É usado também o termo sinônimo badinerie, em francês, nas obras de J. S. Bach, que significa, literalmente, brincadeira.
O scherzo se desenvolveu a partir do minueto, e gradualmente tornou-se praxe nos terceiros (ou às vezes nos segundos) movimentos das sonatas, quartetos de cordas, sinfonias e obras semelhantes. Tradicionalmente, conserva o compasso 3/4 e a forma ternária do velho minueto, porém é consideravelmente mais acelerado, e de impressão alegre ou lírica. Alguns scherzi não obedecem ao compasso 3/4, como por exemplo na Sonata para piano nº 18, de Beethoven. Em si, o scherzo é uma forma binária (expõe-se um primeiro tema, às vezes modula-se a uma tonalidade vizinha como a dominante, ou à relativa maior/menor, logo se segue um segundo tema na nova tonalidade e a peça termina com o retorno ao primeiro tema); porém, como no minueto, geralmente está acompanhado por um trio, seguido por uma repetição do scherzo, criando uma forma A-B-A , ou forma ternária. Às vezes, cada parte se executa duas vezes ou mais (A-B-A-B-A). O tema "B" é um trio, de textura mais ligeira e para poucos instrumentos. Não está necessariamente escrito para três instrumentos, como o nome indica.
Joseph Haydn compôs muitos minuetos que estão muito próximos do caráter dos scherzi modernos, porém foram Ludwig van Beethoven e Franz Schubert os compositores que utilizaram pela primeira esta forma de maneira contínua; particularmente o primeiro, que converteu o ritmo cortesão do minueto em uma dança bastante mais intensa - inclusive às vezes selvagem.
O scherzo tornou-se um movimento praticamente obrigatório na música sinfônica dos períodos clássico e romântico, e seguiu nas demais conformações da composição erudita dos períodos mais próximos do último século. Além disso, os scherzi passaram a ser utilizados como peças independentes de concerto, estendendo ao máximo as possibilidades da forma. Tornar-se-iam célebres os scherzi de Frédéric Chopin para piano, de atmosfera obscura e dramática, e que dificilmente poderiam ser comparados à tradução inicial de "brincadeiras". Antonin Dvorák, em seu Scherzo Capriccioso, introduziu colorido orquestral numa peça extremamente acelerada em algumas partes.
Já nas sinfonias de Anton Bruckner, o scherzo adquiriu um caráter enérgico, intenso e, em algumas de suas sinfonias (como na Sétima e na Nona), apocalíptico; nas de Gustav Mahler e Dmitri Shostakovich, ele tomou uma forma grotesca e tragicômica. Na famosa Sinfonia Nº 3 "Polaca", de Pyotr Ilyich Tchaikovsky, o quarto e penúltimo movimento (Allegro vivo) segue a trilha aberta por Dvorák, com a introdução de temas de atmosfera eslava.
Outra forma de scherzo, porém sem nenhuma ligação com os supracitados, são mencionadas em alguns madrigais do Renascimento, chamados de "scherzi musicali". Por exemplo, Claudio Monteverdi escreveu dois cadernos de obras com esta denominação, o primeiro em 1607, e o segundo em 1632.